# Llama II
 (octobre 2024).
Si vous disposez d'ouvrages ou d'articles de référence ou si vous connaissez des sites web de qualité traitant du thème abordé ici, merci de compléter l'article en donnant les références utiles à sa vérifiabilité et en les liant à la section « Notes et références ».
Le Llama II est un pistolet semi-automatique à simple action qui ressemble au LLAMA I mais d'un calibre différent.
Fabriqué par la firme espagnole Llama Gabilondo y Cia SA, il fonctionne selon le système culasse non calée. Pistolet de calibre 380 ACP, c'est l'un des grands succès de la marque. Il a été produit entre 1933 et 1936.
Ce pistolet était en dotation dans certains services administratifs espagnols. D'un port discret grâce à son encombrement réduit, sa munition en limite toutefois son efficacité à une fonction d'auto-défense, il ressemble au Colt 1911 en plus petit, n'a pas le même fonctionnement ni la poignée sécurité.

## Caractéristiques
- Calibre : 380 ACP
- Munition : 9 mm court
- Alimentation : chargeur de 6 cartouches
- Poids (arme) : 652 g
- Longueur (arme)  : 160 mm
- Hauteur   (arme) : 110 mm
- Épaisseur (arme) : 27 mm
- Longueur (canon) : 86 mm
- Indicateur de chargement : non